# Werner Hennig (Künstler)
Werner Hennig (* 29. April 1935 in Düsseldorf; † 19. Juli 2014 in Leipzig) war ein deutscher Maler und Grafiker.

## Leben und Werk
Der Vater Hennigs hatte in Düsseldorf einen Malerbetrieb. Henning besuchte die Volksschule und machte in Düsseldorf von 1952 bis 1954 eine Lehre als Gebrauchsgrafiker. Von 1954 bis 1955 lebte er in Paris, wo er sich intensiv mit Zeichnung und Malerei beschäftigte. Dann bereiste er bis 1956 Italien. Nach der Rückkehr arbeitete er einige Zeit im väterlichen Betrieb. Denn zog er nach Berlin und studierte Malerei an der Hochschule der Künste. Zu seinen Lehrern gehörten unter anderem Hans Jaenisch und Peter Janssen. 1961 siedelte Hennig in die DDR über. In Leipzig ließ er sich als freischaffender Maler und Grafiker. Er war bis 1990 Mitglied des Verbands Bildender Künstler der DDR.
In Leipzig traf Hennig auf die erste Generation der späteren „Leipziger Schule“. In den 1960er und 1970er Jahren verdiente Hennig seinen Lebensunterhalt als Gebrauchsgrafiker, insbesondere für die zwei Mal jährlich stattfindende Leipziger Messe. Die übrige Zeit nutzte er für Handzeichnungen und Grafik, die der mit Hennig befreundete Kunsthistoriker Henry Schumann (1931–2006) als „Phantastischen Realismus“ charakterisierte. Der Kunstkritiker Lothar Lang konstatierte „eine Neigung zur Meditation, zum strukturellen Aufbau und zur Phantastik“.
Hennig gehörte, unter anderem mit Arno Rink und Peter Sylvester, zu den Künstlern, die 1972 den unabhängigen Zusammenschluss bildender Künstler, Förderer und Sammler „Leipziger Grafikbörse“ gründeten und leitete die Arbeitsgruppe für deren jährliche Auktionen. Anfang der 1990er Jahre erkrankte er schwer, und sein Licht- und Farbempfinden waren stark beeinträchtigt. Um die Jahrtausendwende kam es zu einer Besserung seines Zustandes. Auch längere Aufenthalte bei seinem Bruder auf Lanzarote wirkten sich positiv aus. Bis zu seinem Ableben widmete sich Henning in Leipzig intensiv der Tafelmalerei und dem Aquarell.

## Werke (Auswahl)
- Porträt Feliks Edmundowitzsch Dzierzynski (1969, Eitempera und Öl; auf der VII. Kunstausstellung der DDR)[3]
- Unser Leben heute (1975 bis 1984, 12 Tafelbilder, Öl; zum Teil auf der VIII. Kunstausstellung der DDR; Sächsischer Kunstfonds)[4]
- Nereide (1975, Radierung, 24,8 × 31,6 cm)[5]

## Ausstellungen (unvollständig)

### Einzelausstellungen
- 1982 Dresden, Galerie West (Malerei, Handzeichnungen, Druckgrafik)

### Teilnahme an zentralen und wichtigen regionalen Ausstellungen in der DDR
- 1969: Leipzig, Messehaus am Markt („Kunst und Sport“)
- 1972, 1974, 1979 und 1985: Leipzig, Bezirkskunstausstellungen
- 1972/1973 und 1977/1978: Dresden, VII. und VIII. Kunstausstellung der DDR
- 1975: Altenburg/Thüringen, Lindenau-Museum („Lithografie im Bezirk Leipzig“)
- 1976: Leipzig, Galerie am Sachsenplatz („Ausgewählte Handzeichnungen von Künstlern der DDR“)
- 1977: Altenburg/Thüringen, Lindenau-Museum („Zeichnung im Bezirks Leipzig“)
- 1979: Altenburg/Thüringen, Lindenau-Museum („Radierung und Kupferstich im Bezirk Leipzig“)
- 1981: Dresden („25 Jahre NVA“)
- 1982: Leipzig, Museum der Bildenden Künste („Selbstbildnisse Leipziger Künstler“)
- 1982: Leipzig („10 Jahre Leipziger Grafikbörse“)
- 1984: Leipzig, Museum der bildenden Künste („Kunst in Leipzig 1949 -1984“)